# Andrzej Seweryn Gurowski
Andrzej Seweryn Gurowski herbu Wczele (zm. w 1752 roku) – stolnik kamieniecki w latach 1729–1751, stolnik nowogrodzki siewierski w 1721 roku.
Jako poseł na sejm konwokacyjny 1733 roku z województwa podolskiego był członkiem konfederacji generalnej zawiązanej 27 kwietnia 1733 roku na tym sejmie. Był konsyliarzem i delegatem województwa wołyńskiego w konfederacji dzikowskiej 1734 roku. Poseł województwa podolskiego na sejm nadzwyczajny pacyfikacyjny 1736 roku. Poseł województwa podolskiego na sejm 1744 roku i na sejm 1748 roku. Poseł województwa kijowskiego na sejm 1746 roku.